# هنري بندر
هنري بندر (بالألمانية: Henry Bender)‏ هو ممثل ألماني، ولد في 1 أكتوبر 1867 ببرلين في ألمانيا، وتوفي بنفس المكان في 14 مايو 1933.

## وصلات خارجية
- هنري بندر على موقع IMDb (الإنجليزية)
- هنري بندر على موقع ألو سيني (الفرنسية)
- هنري بندر على موقع أول موفي (الإنجليزية)
- هنري بندر على موقع قاعدة بيانات الأفلام السويدية (السويدية)
- هنري بندر على موقع قاعدة بيانات الفيلم (الإنجليزية)
- هنري بندر على موقع كينوبويسك (الروسية)